# Arthur Hertzberg
Pour les articles homonymes, voir Hertzberg.
Arthur Hertzberg (né le 9 juin 1921 et mort le 17 avril 2006) est un rabbin conservateur et un important érudit juif américain, engagé dans la vie politique.
Arthur Hertzberg est l'un des grands penseurs modernes du judaïsme. Il est l'auteur du classique The Jews in America. Il fut président du Congrès juif américain et vice-président du Congrès juif mondial, chroniqueur au New York Times et à la New York Review of Books. Arthur Hertzberg était également professeur à l'université de New York (NYU) et au Dartmouth College. 

## Biographie
Avraham Hertzberg est né le 9 juin 1021 à Lubaczów, en Pologne. Il est l'aîné de cinq enfants. En 1926, il quitte l'Europe avec sa mère et grand-mère pour rejoindre son père aux États-Unis, où son prénom est américanisé en Arthur. Adolescent dans un voisinage juif orthodoxe à Baltimore, dans le Maryland, il n'accepte pas l'idée que le monde littéraire de l'apprentissage talmudique, les livres kabbalistiques et les écrits hassidiques (Hertzberg est d'origine hassidique, appartenant aux Hassidim de Belz (en)) eussent moins de valeur que l'Iliade, l'Odyssée ou l'Enfer de Dante. Son père est un rabbin orthodoxe formé en Europe orientale, et il apprend à Arthur à apprécier la richesse du Talmud et des autres grandes œuvres du Judaïsme. Hertzberg par la suite devait s'écarter de son éducation orthodoxe pour devenir rabbin conservateur. 

### Vie privée
Il épouse Phyllis Cannon en 1950. Ensemble, ils ont deux filles, Linda Beth et Susan Riva. 

### Décès
Arthur Hertzberg meurt le 17 avril 2006 d'un arrêt cardique alors qu'il se rendait au Pascack Valley Hospital de Westwood, dans le New Jersey. Sa femme lui survécut ainsi que ses filles, ses deux frères, le rabbin Isaiah Hertzberg et le rabbin Joshua, et sa sœur, Eve Rosenfeld.

## Publications
- Les origines de l'antisémitisme moderne [« The French Enlightenment and the Jews : The Origins of Modern Anti-semitism »]  (trad. de l'anglais par Galia Loupan), Paris, Presses de la Renaissance, 2004, 399 p. (ISBN 2-85616-899-X).

## Sources et références
- (en) Cet article est partiellement ou en totalité issu de l’article de Wikipédia en anglais intitulé « Arthur Hertzberg » (voir la liste des auteurs).